# Edward Rowan Finnegan

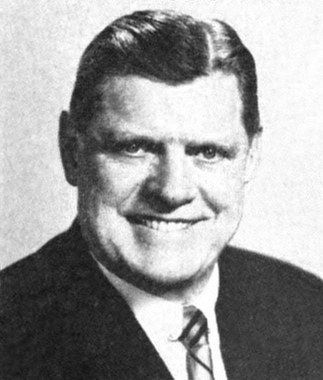
Edward Rowan Finnegan

Edward Rowan Finnegan (* 5. Juni 1905 in Chicago, Illinois; † 2. Februar 1971 ebenda) war ein US-amerikanischer Politiker. Von 1961 bis 1964 vertrat er den Bundesstaat Illinois im US-Repräsentantenhaus.

## Werdegang
Edward Finnegan besuchte die Schulen seiner Heimat. Danach studierte er an der Loyola University. Nach einem anschließenden Jurastudium an der Northwestern University und seiner 1931 erfolgten Zulassung als Rechtsanwalt begann er in Chicago in diesem Beruf zu arbeiten. In den folgenden Jahren wurde er stellvertretender Staatsanwalt im Cook County und gehörte zu den juristischen Beratern der Stadt Chicago. 1939 bewarb er sich erfolglos um den Posten eines städtischen Richters. Politisch wurde er Mitglied der Demokratischen Partei.
Bei den Kongresswahlen des Jahres 1960 wurde Finnegan im zwölften Wahlbezirk von Illinois in das US-Repräsentantenhaus in Washington, D.C. gewählt, wo er am 3. Januar 1961 die Nachfolge des verstorbenen Charles A. Boyle antrat. Nach einer Wiederwahl im neunten Distrikt seines Staates als Nachfolger von Sidney R. Yates konnte er bis zu seinem Rücktritt am 6. Dezember 1964 im Kongress verbleiben.
Finnegans Rücktritt erfolgte nach seiner Ernennung zum Bezirksrichter im Cook County. Dieses Amt bekleidete er bis zu seinem Tod am 2. Februar 1971 in Chicago.